# Поверхневі стани
Поверхне́ві ста́ни — енергетичні стани електронів, локалізовані на поверхні твердого тіла.
Хвильова функція поверхневого стану спадає, як усередину тіла, так і назовні.
Існує дві моделі поверхневих станів: модель Тамма (1932) і модель Шоклі (1939). Таммівські стани отримані в наближенні майже вільних електронів, стани Шоклі — в наближенні сильного зв'язку. Обидві теорії передбачають існування одного поверхневого стану на кожен атом поверхні. Проте теорії не враховують перебудову кристалічної структури на поверхні матеріалу.
Виходячи з хімічних уявлень, поверхневі стани є вільними радикалами.
Поверхневі стани є центрами локалізації заряду при електризації тіла.